# Walt Disney Concert Hall
Walt Disney Concert Hall (česky Koncertní hala Walta Disneyho) na 111 South Grand Avenue v Downtownu v Los Angeles v Kalifornii je čtvrtá hala Losangeleského hudebního centra. Pojme 2265 lidí na sezení a mimo jiné je domovem Losangeleského filharmonického orchestru.
Lillian Disneyová v roce 1987 věnovala počáteční finanční příspěvek na stavbu hudební haly na počest svého manžela Walta Disneyho. Projekt byl zahájen v roce 1992, kdy věnovala částku 50 milionů amerických dolarů. Budovu, která byla otevřena 23. října 2003, navrhl Frank Gehry. Celkově stála 274 milionů dolarů, z toho 110 milionů stála pouze podzemní garáž.

## Galerie

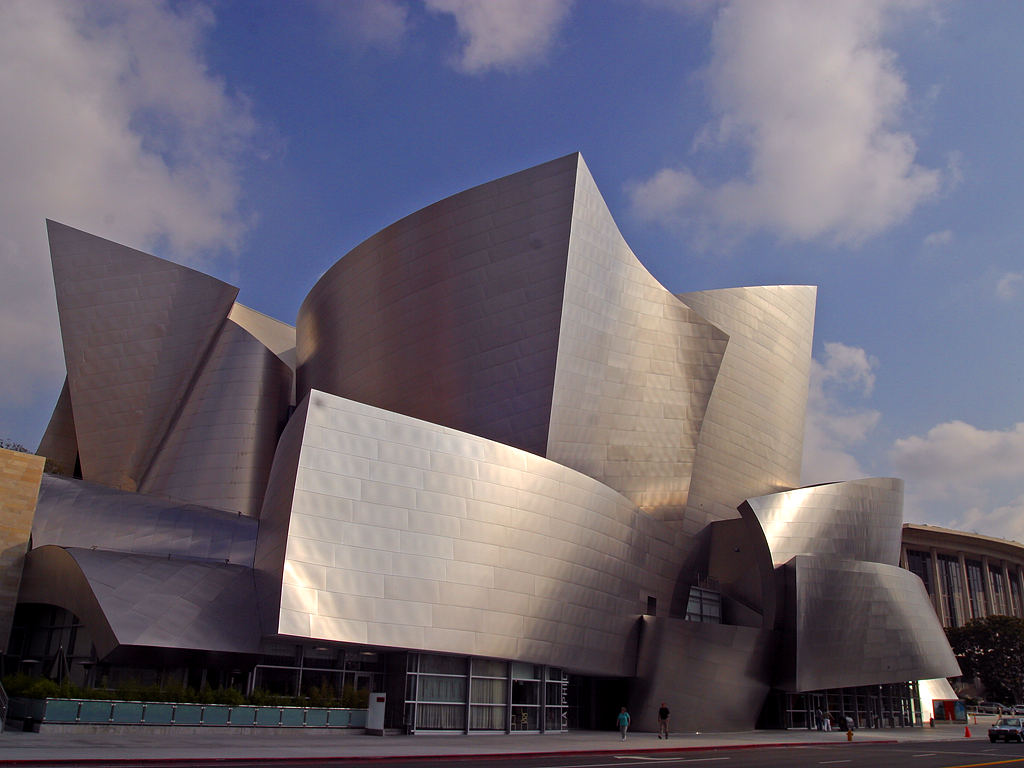
Pohled z profilu z Grand Avenue
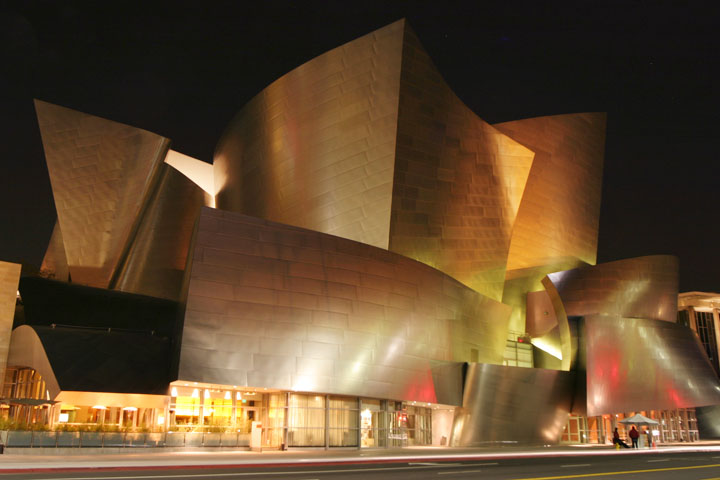
Fotografie pořízená v noci
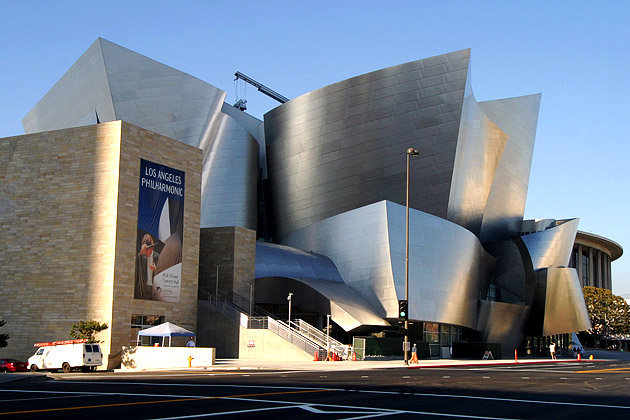
Pohled z jihu
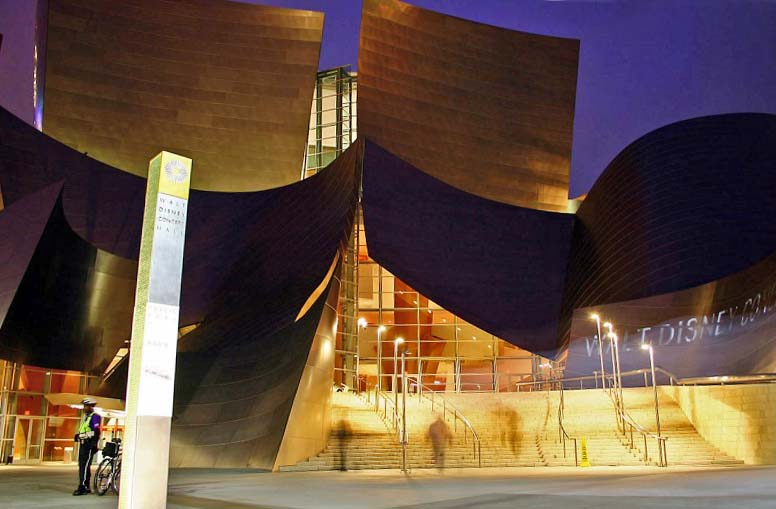
Hlavní vchod v noci
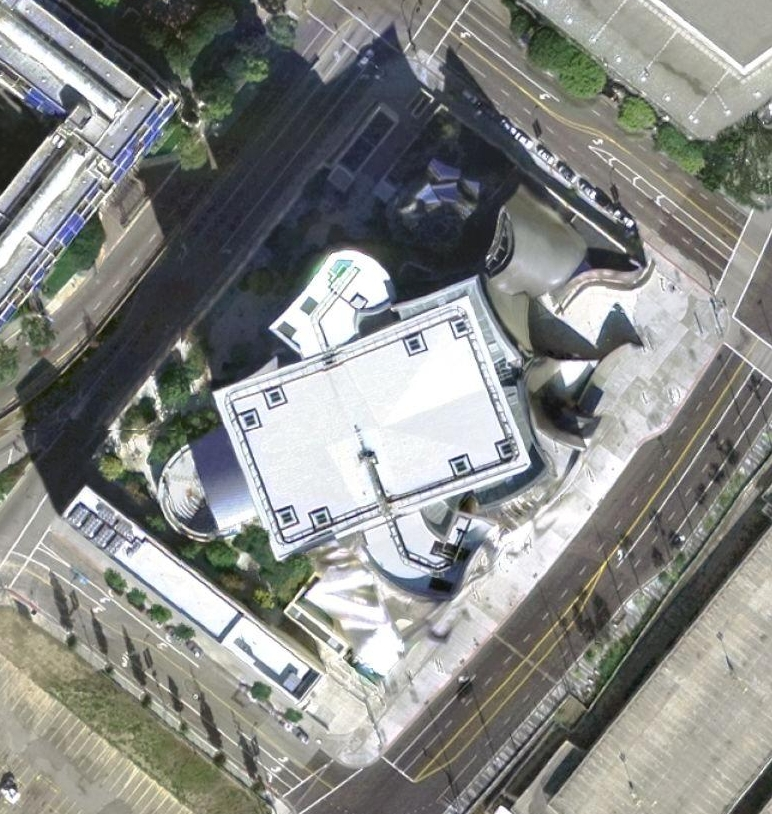
Pohled ze satelitu
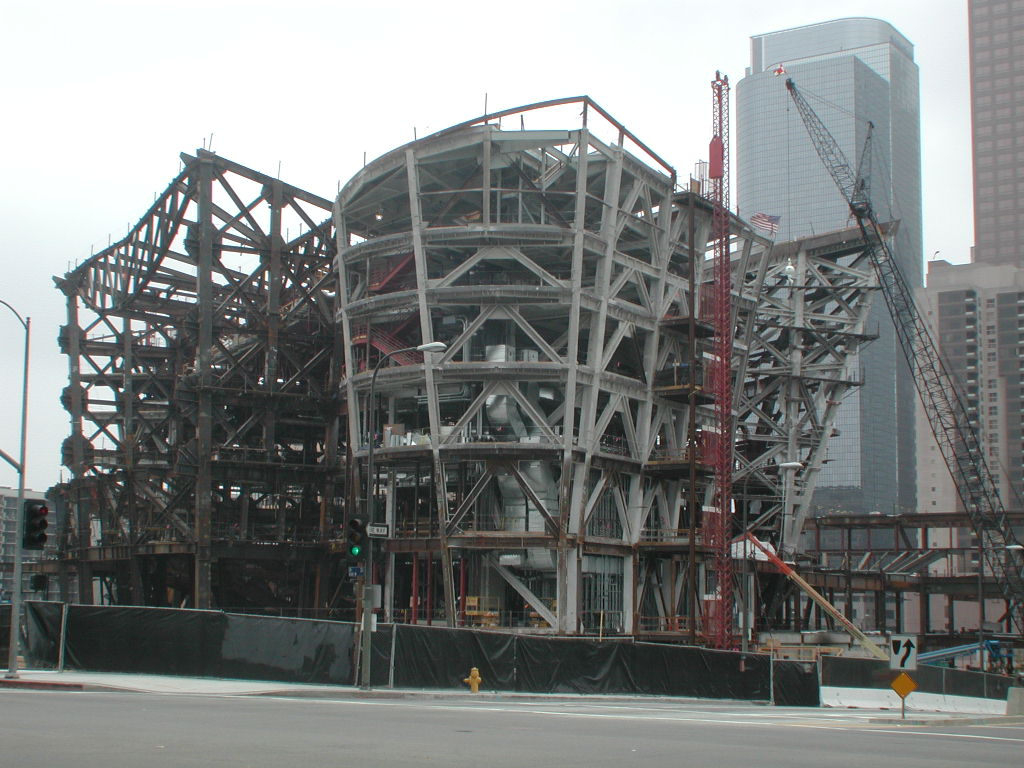
Během stavby v květnu 2001
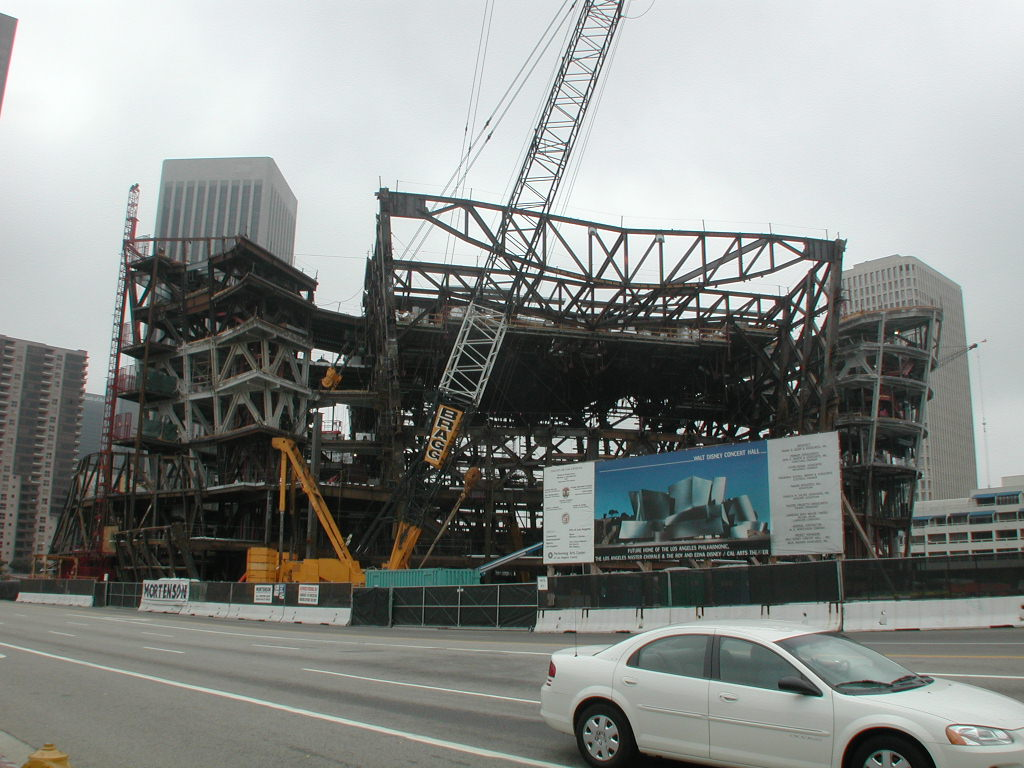
Během stavby v květnu 2001